# HD 45105
HD 45105，又名BD+47 1299，SAO 41109、HR 2314，是一颗恒星，视星等为6.56，位于銀經167.36，銀緯15.89，其B1900.0坐标为赤經6h 20m 19.1s，赤緯+47° 15.89′ 47″。